# Districtul Sirindhorn
Sirindhorn (în thailandeză สิรินธร) este un district (Amphoe) din provincia Ubon Ratchathani, Thailanda, cu o populație de 48.156 de locuitori și o suprafață de 370,0 km².

## Componență
1. ↑  Royal Decree Establishing Amphoe Sirindhorn (PDF)